# Rangaku
Rangaku (jap. 蘭学; dosł. „holenderska nauka”, w czasie późniejszym rozumiana jako „zachodnia nauka”, studia wiedzy zachodniej poprzez język holenderski w okresie Edo (1603–1868) – ogół wiedzy przejmowany przez Japonię poprzez kontakty z holenderską faktorią na sztucznej wyspie Dejima w zatoce Nagasaki, co pozwoliło Japonii poznać i przyswoić zachodnią technikę, medycynę, astronomię, matematykę, botanikę, fizykę, chemię, geografię, wojskowość, a także różnego rodzaju dobra materialne, towary i uzbrojenie w okresie zamknięcia kraju dla cudzoziemców w latach 1641–1853 z powodu polityki izolacji (sakoku) wprowadzonej przez siogunat Tokugawa.

## Galeria

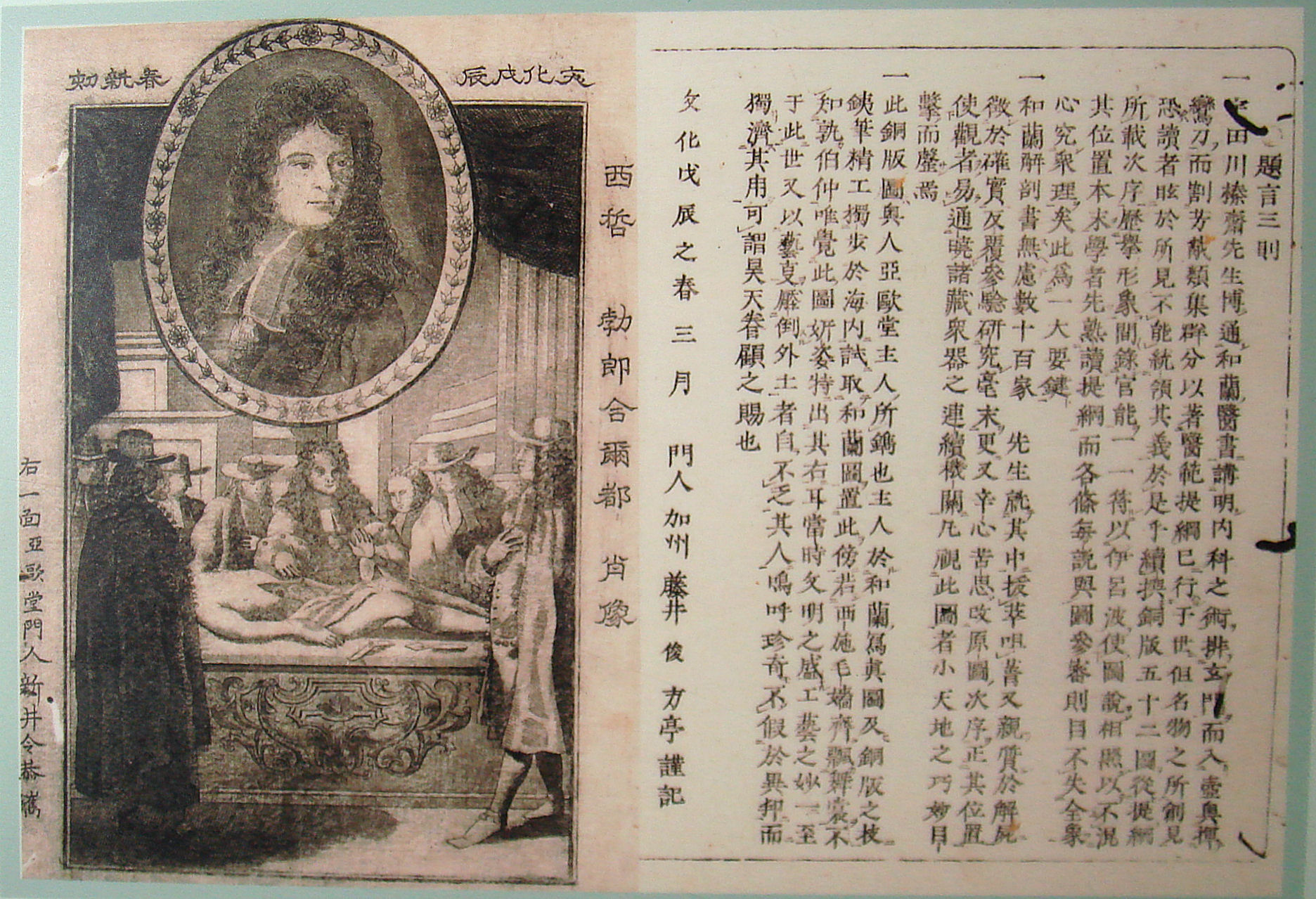
Zachodnia księga o medycynie opublikowana w 1808 r.[a]
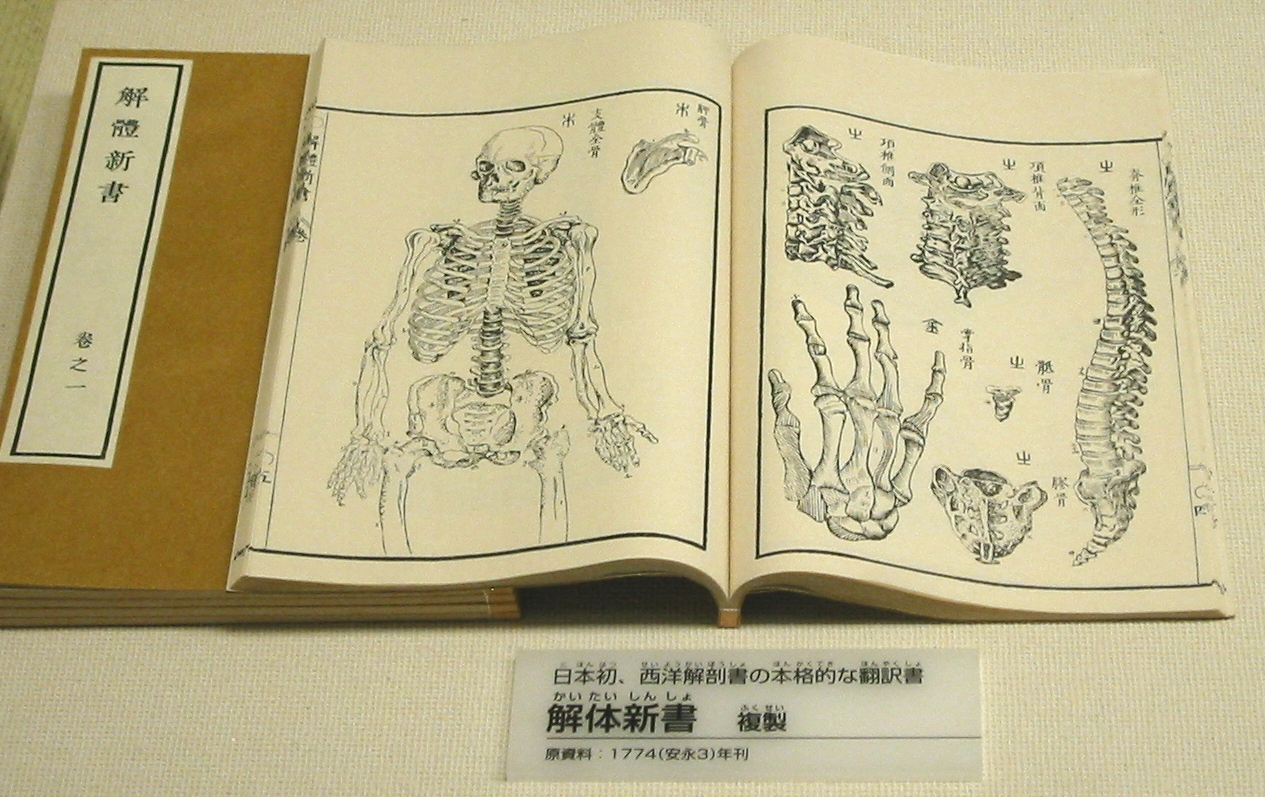
Pierwszy japoński traktat dot. zachodniej anatomii z 1774 r.
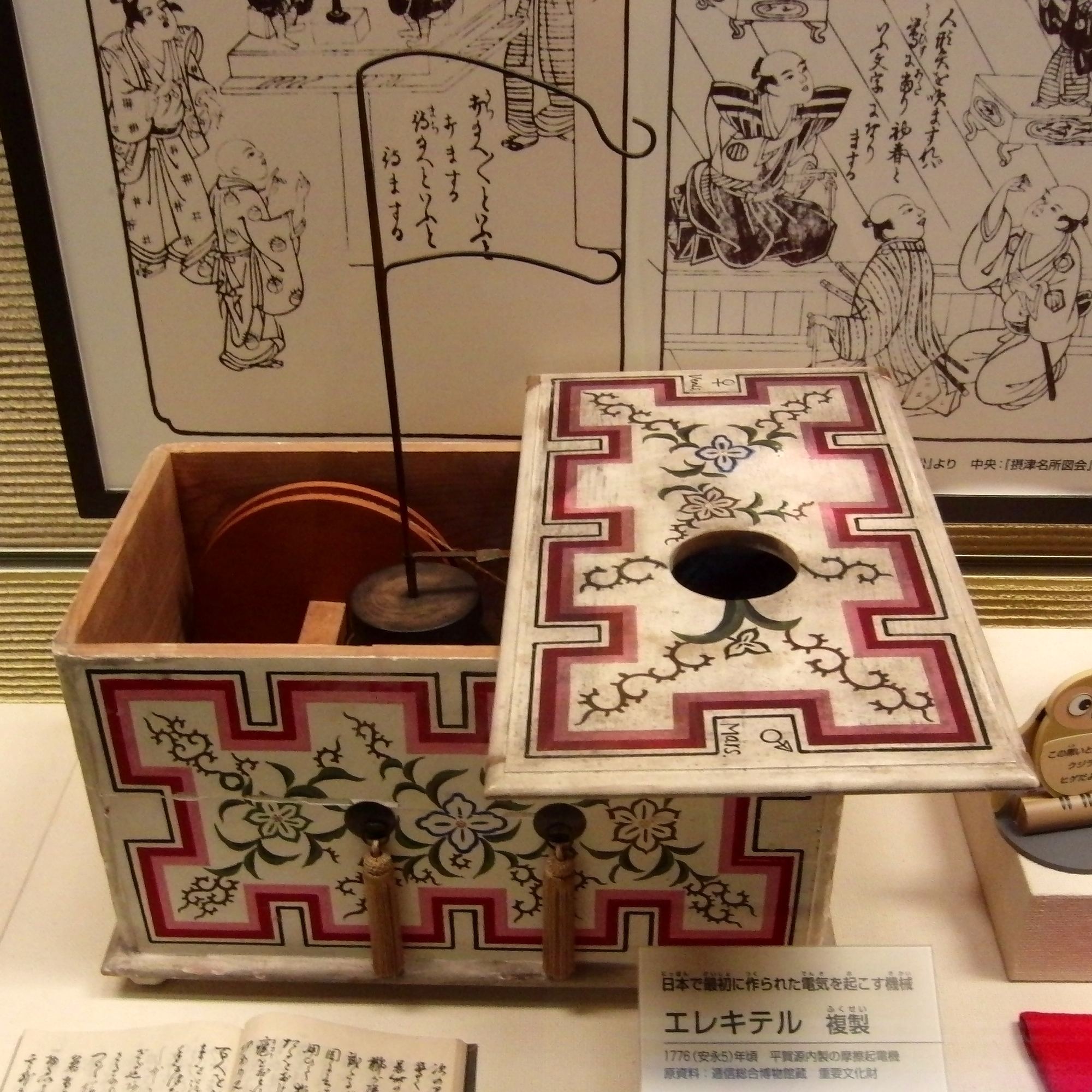
Erekiteru[b], generator elektryczności statycznej, 1776 r.
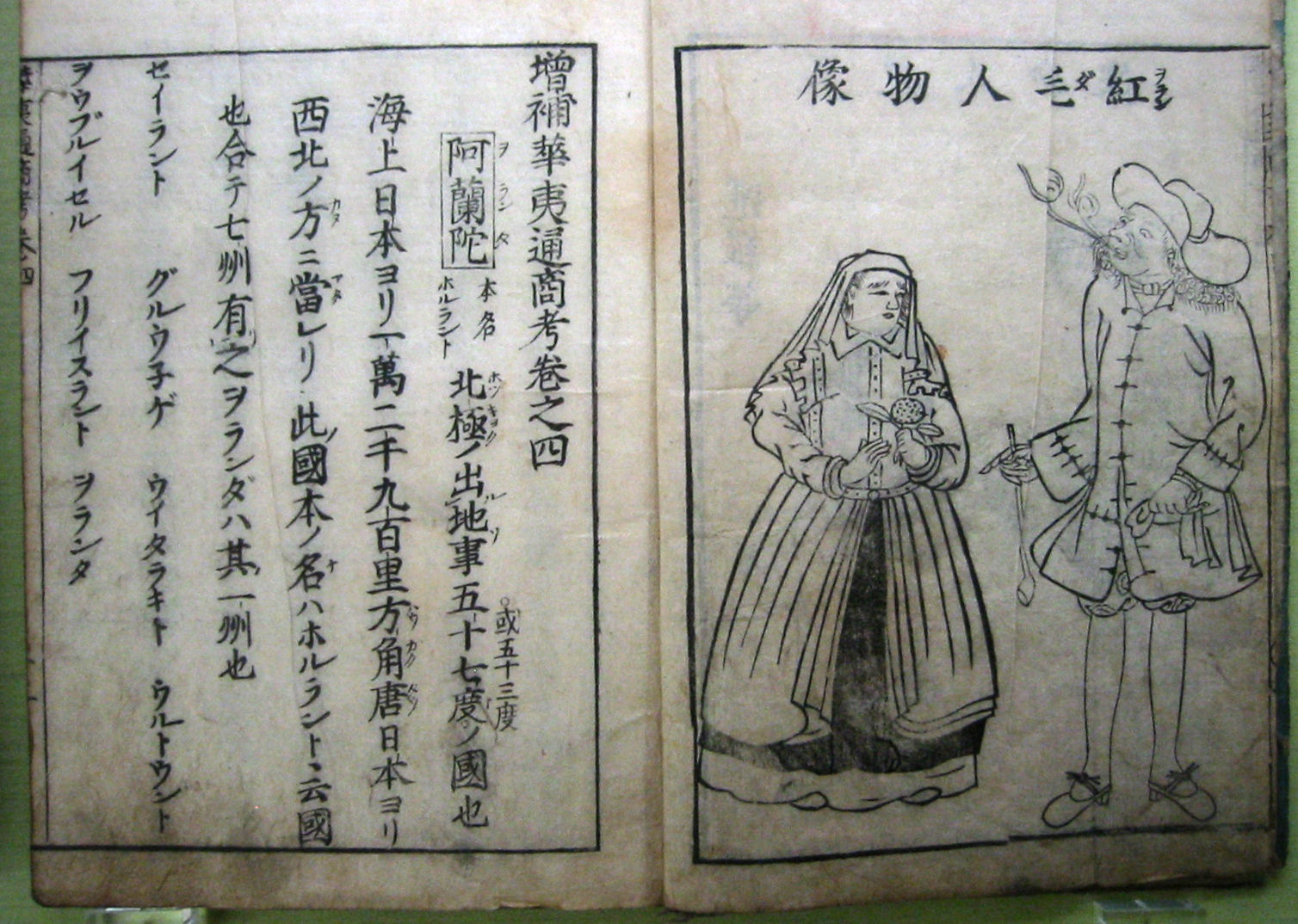
Opis Holendrów („rudowłosych”), 1708 r.